# Centimeter waterkolom
De centimeter waterkolom of centimeter waterdruk, in eenheden geschreven als cm H2O, is een verouderde eenheid voor druk. Het is de druk van 1 cm water met een temperatuur van 4 °C bij een luchtdruk van 1 atm op een oppervlakte van 1 m2. De waarde van de cmH2O is afhankelijk van de grootte van de versnelling van de zwaartekracht en dus afhankelijk van de specifieke plaats op aarde. In Nederland bedraagt de versnelling van de zwaartekracht 9,81 m/s², zodat daar 1 cmH2O overeenkomt met een druk van 98,0665 Pa. Dat is een druk van ongeveer 1 mbar, ofwel 1 hPa.
De eenheid is geen SI-eenheid; niettemin wordt de eenheid – die strikt genomen overbodig is – nog steeds gebruikt, bij onder andere beademingmachines in ziekenhuizen en bij de drukindicatie voor CPAP-apparaten.

## Buitenlandse equivalenten
In Duitsland gebruikt men de afkorting WS voor Wassersäule; in Frankrijk hanteert men CE voor colonne d'eau.
In Engelstalige landen hanteert men WC voor water column. In Engelstalige landen wordt ook vaak de inch in plaats van de cm gehanteerd als de bijbehorende eenheid van hoogte. Eén inch WC komt overeen met een druk van 2,491 hPa. Daar gebruikt men tevens de uitdrukking inch of water gauge (inch WG, in WG of "WG), een benaming die laat zien dat het hier een verschil van drukken betreft, namelijk het verschil tussen de absolute druk (= totale druk) en de luchtdruk ten tijde van de meting.